# Ann Bannon
Ann Bannon (pseudònim d'Ann Weldy; Joliet, Illinois, Estats Units 15 de setembre de 1932) és una escriptora nord-americana. Va escriure una sèrie de sis llibres de pulp fiction lèsbica de 1957 a 1962 coneguts com The Beebo Brinker Chronicles. Els llibres van ser molt populars quan van sortir a la venda per primera vegada, i han tingut un èxit extraordinàriament longeu (especialment per a un gènere com el de la pulp fiction), sent reimpresos en tres edicions separades i traduïts a diversos idiomes. Aquesta emblemàtica longevitat, els personatges de l'obra i els llibres mateixos han fet que Bannon s'hagi guanyat el títol de la "Reina de la Pulp Fiction Lèsbica". En un temps en el qual les representacions de les lesbianes en la literatura eren infreqüents, i quan n'hi havia eren tràgiques i depriments, els seus llibres la van destacar d'altres autors que escrivien sobre el lesbianisme. Ha estat descrita com "la millor representadora de la vida lèsbica nord-americana en els cinquanta i seixanta", a l'una que s'ha dit dels seus llibres que "tenen un lloc a la biblioteca de gairebé totes les lesbianes, incloses les vagament interessades en la literatura".
El primer llibre de la saga, Odd Girl Out, va ser el segon llibre més venut de 1957, la qual cosa ella no va saber fins a 30 anys més tard, quan les referències als seus personatges van començar a sorgir en poemes i altres treballs literaris. Bannon va estar casada durant 27 anys, i al principi era una jove mestressa de casa que escrivia en un relatiu anonimat. Els llibres que escrivia era una projecció d'una vida que ella no pensava que seria capaç de viure. Va considerar durant molts anys que la part d'ella mateixa que redactava els llibres només existia en el seu cap, fins que els llibres van començar a ressorgir per ser inclosos retrospectivament en la literatura pionera gai i lèsbica. Els seus llibres freqüentment s'empren en classes d'estudis de gènere i estudis LGBT.